# Clavularia pacifica
Clavularia pacifica is een zachte koraalsoort uit de familie Clavulariidae. De koraalsoort komt uit het geslacht Clavularia. Clavularia pacifica werd in 1913 voor het eerst wetenschappelijk beschreven door Kükenthal. 